# Alger, ville blanche
 (décembre 2015).
Si vous disposez d'ouvrages ou d'articles de référence ou si vous connaissez des sites web de qualité traitant du thème abordé ici, merci de compléter l'article en donnant les références utiles à sa vérifiabilité et en les liant à la section « Notes et références ».
Alger, ville blanche est le tome 8 de la série La bicyclette bleue publié par Régine Deforges en 2001.
Comme les précédents, il entremêle des personnages réels et des personnages de fiction. 

## Résumé
Six mois après leur retour de Cuba, Charles loge chez Léa à Paris, va à la fac et se lance dans la résistance algérienne. Léa fréquente Roger Vaillant, proche de la résistance algérienne, ce qui l'amène à rencontrer Vincent, résistant algérien aussi, qui la charge de récupérer un sac d'argent pour le FLN et lui donne un billet de train pour l'emmener en Suisse. Charles loge Ali, un résistant algérien. De Gaulle envoie François à Alger. Léa loge Omar envoyé par Vincent. Elle est hospitalisée à la suite d'un accident de voiture. Françoise meurt d'un cancer, François revient. Le Che écrit à Léa que Cambo, son amant dans Cuba libre !, est mort. François explose quand il découvre que Léa a aidé le FLN. Le 30 décembre 1959, il repart en Algérie. Vailland emmène Léa réveillonner chez une comtesse italienne avec Vincent. Elle aide alors une dernière fois le FLN. A Alger, Malika, sœur de Bechir, cireur devenu l'ami de François, est arrêtée par des légionnaires pour appartenance au FLN. Ils la torturent. François la libère puis est rossé. À Paris, Ali qui était du MNA (mouvement national algérien), est tué par le FLN. Le 22 janvier 1960, Léa rejoint François. Il ramène Malika avec elle à l'hôtel car les légionnaires la cherchent. La grève générale est déclarée par les pro-Algérie française. François confie Malika à Al-Alem dans la Casbah et change d'hôtel car on les cherche. Les Algérois manifestent contre de Gaulle et pour l'Algérie française. 14 gendarmes et 6 civils sont tués. De Gaulle rappelle François à Paris. À Paris, Charles, suivi par la DST, déménage pour protéger les enfants. Marie-France emménage avec lui. La DST le retrouve et retourne l'appartement. François va embrasser ses enfants. Adrien le rejette et il repart en Algérie avec Michel Debré. Les insurgés se rendent. Après de longues recherches dans Alger, François retrouve Léa.